# Gaillardia amblyodon
Gaillardia amblyodon là một loài thực vật có hoa trong họ Cúc. Loài này được J.Gay mô tả khoa học đầu tiên năm 1839.